# Plectranthias

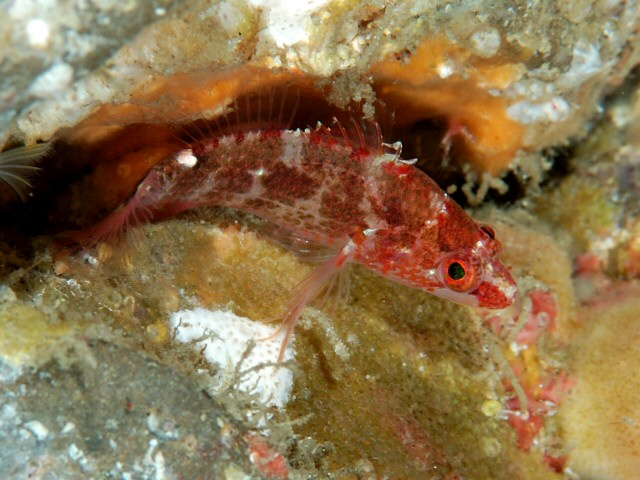
Plectranthias longimanus.

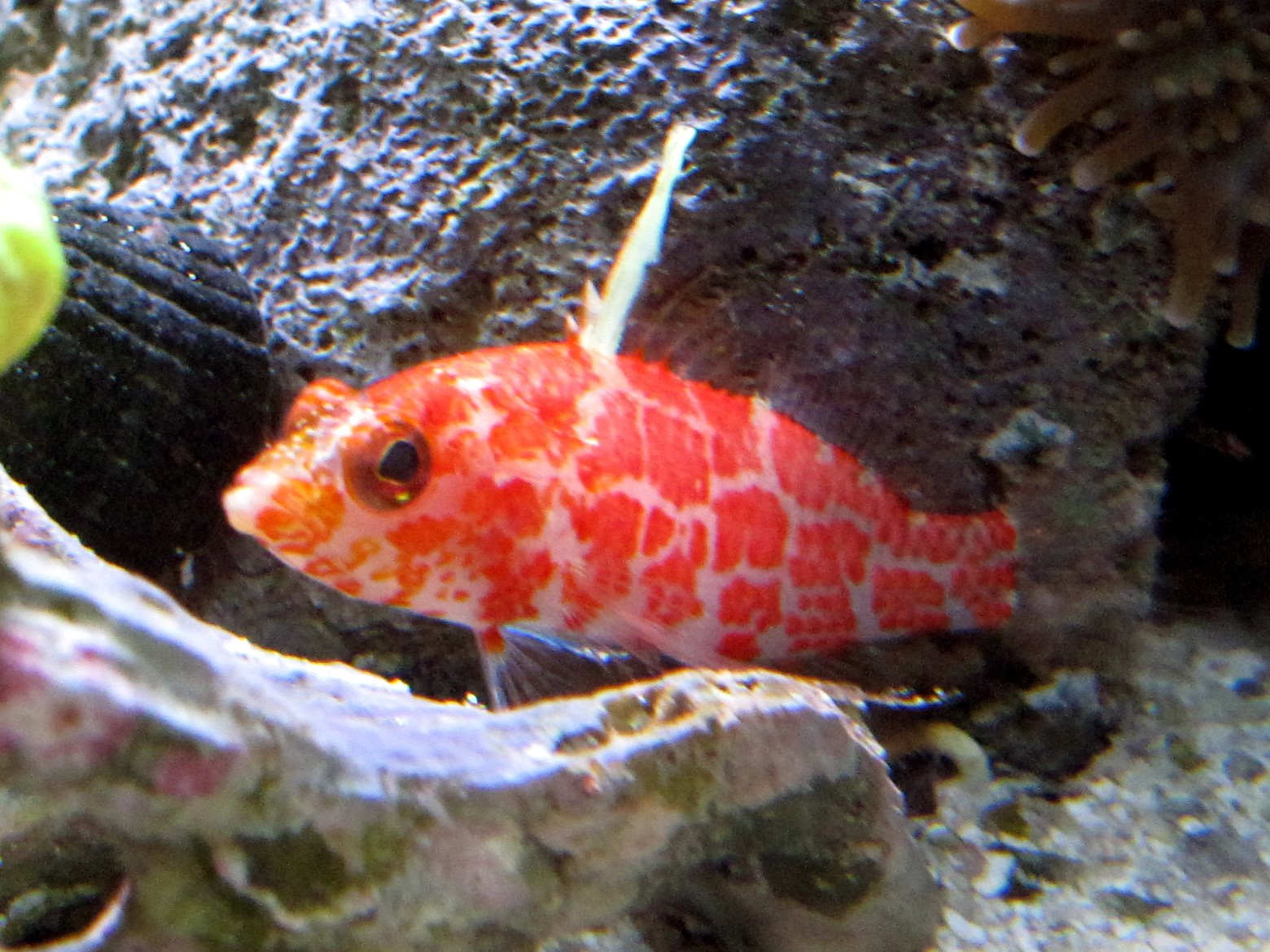
Plectranthias inermis.

Plectranthias es un género de pequeños serránidos de boca grande y ojos juntos. Suelen ser rojos, de color naranja o perlados. Pocas especies superan los 10 cm y ninguna mide más de 25 cm.
La mayoría de las especies viven en el Indo-Pacífico, en arrecifes de más de 50 m de profundidad, desde Nueva Zelanda y Sudáfrica al sur hasta Japón al norte. Unas cuantas especies habitan, no obstante, a profundidades más superficiales, y algunas se localizan al sureste del Pacífico, junto a América del Sur. Una única especie, P. garrupellus, vive en arrecifes profundos del Caribe. Son predadores y se alimentan de peces y crustáceos pequeños.

## Especies
Se reconocen 51 especies en el género:
- Plectranthias alcocki Bineesh, Akhilesh, Gopalakrishnan & Jena, 2014[2]
- Plectranthias alleni J. E. Randall, 1980
- Plectranthias altipinnatus Katayama & Masuda, 1980
- Plectranthias anthioides (Günther, 1872)
- Plectranthias bauchotae J. E. Randall, 1980
- Plectranthias bennetti G. R. Allen & F. M. Walsh, 2015[3]
- Plectranthias bilaticlavia Paulin & C. D. Roberts, 1987
- Plectranthias cirrhitoides J. E. Randall, 1980
- Plectranthias elaine Heemstra & J. E. Randall, 2009
- Plectranthias elongatus K. Y. Wu, J. E. Randall & J. P. Chen, 2011
- Plectranthias exsul Heemstra & W. D. Anderson, 1983
- Plectranthias fijiensis U. Raj & Seeto, 1983
- Plectranthias flammeus J. T. Williams, Delrieu-Trottin & Planes, 2013
- Plectranthias foresti Fourmanoir, 1977
- Plectranthias fourmanoiri J. E. Randall, 1980
- Plectranthias gardineri (Regan, 1908)
- Plectranthias garrupellus C. R. Robins & Starck, 1961
- Plectranthias helenae J. E. Randall, 1980
- Plectranthias inermis J. E. Randall, 1980
- Plectranthias intermedius (Kotthaus, 1973)
- Plectranthias japonicus (Steindachner, 1883)
- Plectranthias jothyi J. E. Randall, 1996
- Plectranthias kamii J. E. Randall, 1980
- Plectranthias kelloggi (D. S. Jordan & Evermann, 1903)[3]
- Plectranthias klausewitzi Zajonz, 2006
- Plectranthias knappi J. E. Randall, 1996
- Plectranthias lasti J. E. Randall & Hoese, 1995
- Plectranthias longimanus (M. C. W. Weber, 1913)
- Plectranthias maculicauda (Regan, 1914)
- Plectranthias maugei J. E. Randall, 1980
- Plectranthias megalepis (Günther, 1880)
- Plectranthias megalophthalmus Fourmanoir & J. E. Randall, 1979
- Plectranthias morgansi (J. L. B. Smith, 1961)
- Plectranthias nanus J. E. Randall, 1980
- Plectranthias nazcae W. D. Anderson, 2008
- Plectranthias pallidus J. E. Randall & Hoese, 1995
- Plectranthias parini W. D. Anderson & J. E. Randall, 1991
- Plectranthias pelicieri J. E. Randall & Shimizu, 1994
- Plectranthias randalli Fourmanoir & Rivaton, 1980
- Plectranthias retrofasciatus Fourmanoir & J. E. Randall, 1979
- Plectranthias robertsi J. E. Randall & Hoese, 1995
- Plectranthias rubrifasciatus Fourmanoir & J. E. Randall, 1979
- Plectranthias sagamiensis (Katayama, 1964)
- Plectranthias sheni J. P. Chen & K. T. Shao, 2002
- Plectranthias taylori J. E. Randall, 1980
- Plectranthias vexillarius J. E. Randall, 1980
- Plectranthias wheeleri J. E. Randall, 1980
- Plectranthias whiteheadi J. E. Randall, 1980
- Plectranthias winniensis (J. C. Tyler, 1966)
- Plectranthias xanthomaculatus K. Y. Wu, J. E. Randall & J. P. Chen, 2011
- Plectranthias yamakawai Yoshino, 1972